# Бріттні Грайнер
Бріттні Іветт Грайнер (англ. Brittney Yevette Griner, [ˈɡraɪnər]; нар. 18 жовтня 1990, Х'юстон, штат Техас, США) — американська професійна баскетболістка, яка виступає за клуб «Фінікс Меркурі» з Жіночої національної баскетбольної асоціації. 2012 року виграла чемпіонат Національної асоціації студентського спорту (NCAA) у складі «Бейлор Леді Бірс». Її визнали найкращою гравчинею цього чемпіонату. А 2014 року виграла чемпіонат WNBA у складі «Фінікс Меркурі». Дворазова володарка трьох найголовніших нагород жіночого студентського баскетболу: Джеймса Нейсміта, Маргарет Вейд і Джона Вудена (2012—2013).
17 лютого 2022 року її арештували російські митники в московському аеропорту «Шереметьєво». Її звинувачують у перевезенні гашишного масла, нелегальної у Росії речовини.
8 грудня 2022 року її обміняли на відомого торговця Віктора Бута. Який перебуває 12 років у США за торгівлю зброєю.

## Ранні роки
Бріттні народилася 18 жовтня 1990 в місті Х'юстон (штат Техас) в сім'ї Реймонда і Сандри Грайнерів. Була наймолодшою в родині з чотирьох дітей. Вчилася там само в старшій школі Німіц, де грала за місцеву баскетбольну команду. 2009 року взяла участь у грі Mcdonald's All-American, на яку запрошують найкращих випускниць шкіл США та Канади, де набрала 20 очок і зробила 9 підбирань. За підсумками року її визнали баскетболісткою року серед старшокласниць за версією USA Today.
У випускному класі шкільна команда Грайнер «Німіц Кугарз» дійшла до вирішального матчу серед команд штату Техас, в якому «Пуми» програли команді «Менсфілд Саміт Джагуарс» з рахунком 43-52. Того року Бріттні за весь сезон зробила 52 данки в 32 іграх, зокрема рекордні сім данків у грі проти «Елдайн Мустанг», що навіть в професійному жіночому баскетболі є великою рідкістю. Мер Х'юстона, Білл Вайт, оголосив 7 травня 2009 року днем Бріттні Грайнер. 11 листопада 2008 року в грі проти «Х'юстон Еліф Гастінгс» Грайнер записала на свій рахунок 25 блокшотів, таким чином встановивши рекорд за кількістю блокшотів, набраних за одну окремо взяту гру. Всього ж у сезоні 2008/2009 років Грайнер зробила 318 блокшотів, встановивши рекорд за кількістю блокшотів, зроблених гравчинею шкільної команди протягом одного сезону.

## Студентська кар'єра
Грайнер навчалась у Бейлорському університеті, де впродовж чотирьох років виступала за студентську команду «Бейлор Леді Бірс», в якій провела успішну кар'єру під керівництвом Кіма Малкі. На першому курсі в складі «Леді Бірс» зробила 223 блокшоти, встановивши рекорд за кількістю блокшотів у одному сезоні, ставши однією з найвидатніших блокувальниць в історії жіночого студентського баскетболу. 16 грудня 2009 року в переможному матчі проти команди «Орал Робертс Голден Іглс» (101-76) вона записала перший в історії «Бейлора» трипл-дабл, набравши 34 очки, зробивши 13 підбирань і рекордні для жіночих команд конференції Big 12 11 блокшотів, зробивши при цьому три данки. Грайнер стала лише сьомою гравчинею в історії жіночого студентського баскетболу, яка зробила данк, і лише другою, після Кендейс Паркер, які зробили більш як один данк в одній окремо взятій грі. 2 січня 2010 року Бріттні вдруге в кар'єрі зробила три данки в розгромній грі проти Університету штату Техас (99-18).
Третього березня 2010 року Грайнер і баскетболістка «Техас Тек Леді Райдерс» Джордан Барнкасл боролися за позицію поблизу бокової лінії. Оскільки Джордан Барнкасл діяла з порушенням правил, то Бріттні зробила два кроки вперед і кинула по кільцю правою рукою з розвороту, одночасно завдавши удару в обличчя суперниці, тим самим зламавши їй ніс. У результаті цієї події Грайнер на деякий час була відсторонена від гри. Головному тренеру «Леді Бірс» Кім Малки наступні дві гри довелося обходитися без своєї лідерки, оскільки на неї була накладена тимчасова дискваліфікація, передбачена правилами NCAA.
«Леді Бірс» вийшли в турнір NCAA з шостого місця в конференції Big 12, вибивши в 1/8 фіналу (англ. Sweet Sixteen) записного фаворита «Теннессі Леді Волантірс» Пет Саммітт. 22 березня 2010 року, ще в 1/16 фіналу, Грайнер встановила рекорд турніру NCAA, зробивши 14 блокшотів у переможній грі проти «Джорджтаун Хойяс» (49-33). У чвертьфіналі (англ. Elite Eight) «Бейлор» завдала поразки «Дьюк Блю Девілз» (51-48). В цій грі Бріттні заблокувала 9 кидків суперниць, довівши їх загальну кількість до 35, тим самим встановивши новий рекорд жіночого турніру NCAA. Попередній рекорд у 30 блокшотів належав баскетболістці «Блю Девілз» Елісон Бейлс, який вона показала на турнірі 2006 року. «Леді Бірс» вийшли у «Фінал чотирьох» (англ. Final Four), де в півфіналі програли майбутнім переможницям турніру «Коннектикут Хаскіс» (50-70). За підсумками сезону 2009/2010 Грайнер була включена в другу всеамериканську збірну NCAA за версією Ассошіейтед прес, а також була визнана першокурсницею року за версією USBWA.
На другому курсі Грайнер набирала по 23,0 очка в середньому за гру, за що її включили в першу всеамериканську збірну NCAA. В 1/8 фіналу турніру NCAA Бріттні забила рекордні для себе 40 очок у переможній грі проти «Грін-Бей Фенікс» (86-76), а в чвертьфіналі «Леді Бірс» програли майбутнім переможницям турніру «Texas A&M Аггіс» (46-58).
На третьому курсі Грайнер набирала по 23,2 очка, робила 9,4 підбору і 5,0 блокшота в середньому за гру. У сезоні 2011/2012 Бріттні сама заблокувала більше кидків, ніж будь-яка інша жіноча команда першого дивізіону NCAA в повному складі. За підсумками сезону вона стала лауреатом трьох найголовніших нагород жіночого студентського баскетболу, Джеймса Нейсміта, Маргарет Вейд і Джона Вудена, а також баскетболісткою року за версією Associated Press.
У 2012 році «Леді Бірс» стали чемпіонками Національної асоціації студентського спорту (NCAA), а Бріттні була визнана найкращою гравчинею цього баскетбольного турніру. У вирішальному матчі 3 квітня 2012 року команда «Бейлор» з рахунком 80-61 переграла «Нотр-Дам Файтінг Айріш». В цьому матчі Грайнер набрала 26 очок, зробила 13 підбирань і 5 блокшотів, а «Леді Бірс» завершили сезон непереможеними, здобувши 40 перемог, найбільша кількість в історії NCAA.
Після перемоги в чемпіонаті Грайнер вирішила відмовитися від участі в Олімпійських іграх в Лондоні, оскільки в неї захворіла мати, і відкликала свою кандидатуру зі складу олімпійської збірної США, однак місяць по тому зламала зап'ястя після того, як невдало зістрибнула зі скейтборду, коли спускалася по похилій поверхні.
Сезон 2012/2013 став у кар'єрі Грайнер найневдалішим, оскільки команда «Леді Бірс» вже на стадії 1/8 фіналу у впертій боротьбі програла «Луїсвілл Кардіналс» (81-82), яка у вирішальному матчі турніру поступилася «Коннектикут Хаскіс». За його підсумками Грайнер другий рік поспіль стала володаркою нагород Джеймса Нейсміта, Маргарет Вейд і Джона Вудена.

## Професійна кар'єра
Грає на позиції центрової. На драфті ЖНБА 2013 року клуб «Фенікс Меркурі» обрав Бріттні Грайнер під першим номером . У своєму дебютному сезоні стала четвертою за результативністю в своїй команді і другою серед новачків після Єлени Делле Донн, набираючи в середньому за гру 12,6 очка. За свої досягнення її включили в збірну новачок ЖНБА.
У наступному сезоні «Меркурі» завоювали чемпіонський титул, обігравши у фінальній серії з рахунком 3-0 команду «Чикаго Скай». Під час того сезону Бріттні стала другою за результативністю в своїй команді після Даяни Торасі, набираючи в середньому за гру 15,6 очка. За підсумками сезону Грайнер включили в першу збірну всіх зірок і першу збірну всіх зірок захисту ЖНБА, а також визнали найкращою оборонною гравчинею ЖНБА. Крім цього Бріттні два роки поспіль брала участь у матчі всіх зірок ЖНБА, а також ставала лідеркою регулярного чемпіонату WNBA за блокшотами.

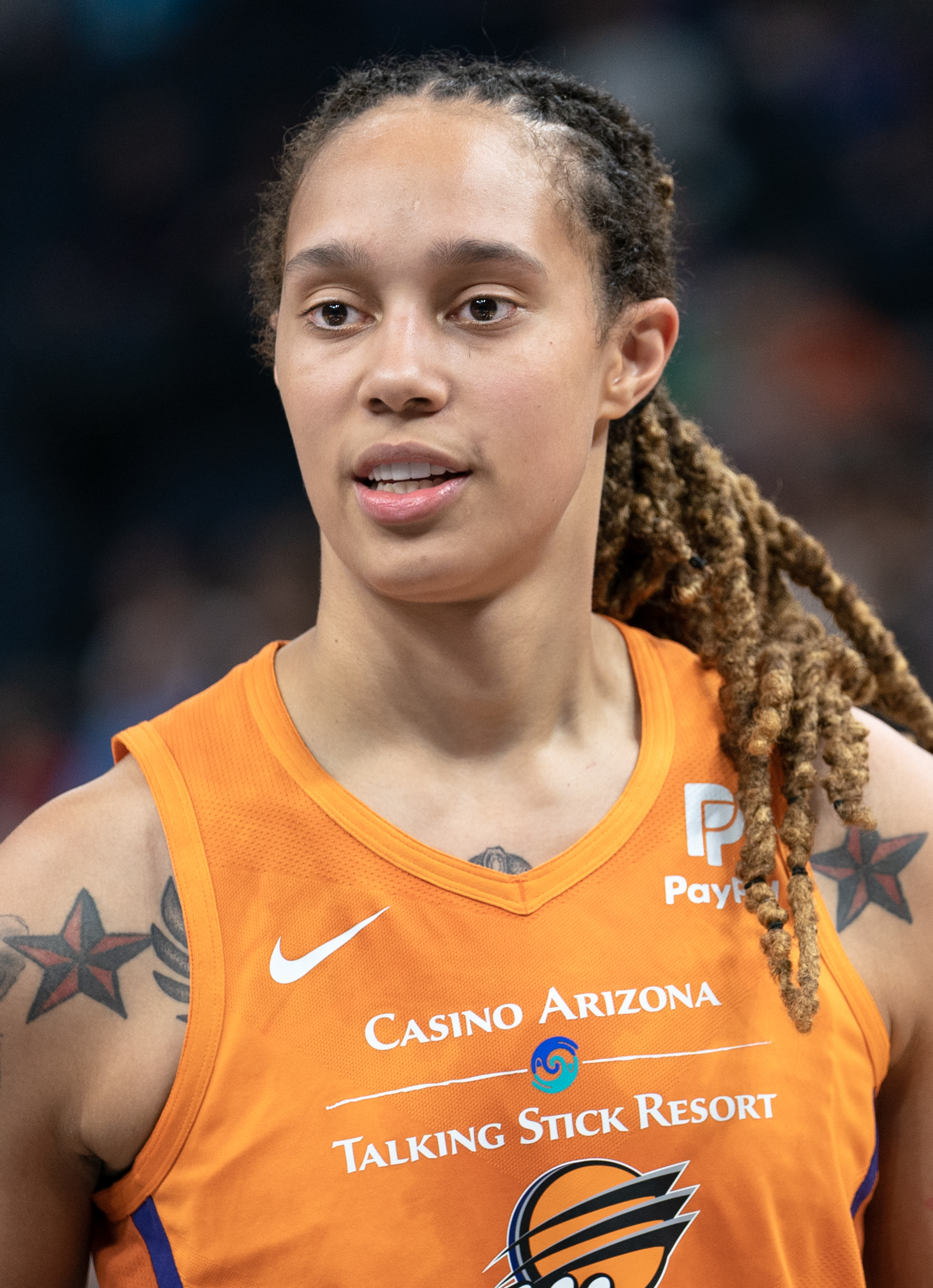
Брітні у Target Center в Міннеаполісі, штат Міннесота, 14 липня 2019 року;

Від 2016 року Грайнер виступала за російську команду УГМК з Єкатеринбурга, яка, станом на 2022 рік, є чинним чемпіоном Росії та Жіночої Євроліги.

## Кар'єра в збірній США
У вересні 2011 року Грайнер під керівництвом Джино Орімми провела два тижні в складі національної збірної США в рамках європейського тренувального туру. Вона була єдиною гравчинею збірної, яка виступала ще на студентському рівні. Під час цього туру її результативність становила 12,8 очка і 7,3 підбору в середньому за гру.
Наступного року Бріттні також стала єдиною гравчинею-студенткою, яка потрапила до попереднього складу збірної на літні Олімпійські ігри в Лондоні. Крім Грайнер, якій на момент Олімпіади було лише 22 роки, середній вік олімпійської команди становив приблизно 30 років. Однак у квітні 2012 року вона вирішила не брати участь в Олімпійських іграх за сімейними обставинами.
2014 року Грайнер у складі збірної США завоювала золоті медалі на чемпіонаті світу в Туреччині. У вирішальному матчі підопічні Джино Орімми зустрічалися з іспанками, легко вигравши першу половину зустрічі з перевагою в 19 очок. У другій половині суперниці відчайдушно чинили опір, але все, чого їм вдалося досягти, то це виграти четверту чверть з перевагою у 6 очок і трохи скоротити різницю в рахунку, програвши з гідним результатом (64-77).
У 2020 році Брітні Грайнер заявила, що WNBA не повинна виконувати національний гімн і демонстративно пішла з майданчика під час виконання гімну США.

## Особисте життя
17 квітня 2013 року в інтерв'ю журналу Sports Illustrated Бріттні Грайнер зробила публічний камінг-аут, офіційно оголосивши, що є лесбійкою. Також в цьому інтерв'ю вона розповіла, що в дитинстві часто переносила всілякі цькування з боку осіб протилежної статі, про що їй важко згадувати, в результаті чого відбулися певні зміни в її психіці та сексуальній орієнтації. Крім цього Бріттні сказала, що дуже пристрасно ставиться до роботи з дітьми для того, щоб привернути увагу до проблеми знущань, особливо щодо представників ЛГБТ. 14 серпня 2014 року Грайнер оголосила про заручини зі своєю давньою подругою, баскетболісткою клубу ЖНБА «Талса Шок», Глорі Джонсон. У квітні 2015 року пара була заарештована за звинуваченням у нападі та хуліганстві після того, як поліція розборонила бійку в окрузі Марікопа (штат Аризона), під час якої обидві отримали незначні травми. 8 травня 2015 року вони одружились у Фініксі, столиці штату Аризона. 4 червня 2015 року стало відомо, що Джонсон вагітна їх первістком з допомогою ЕКЗ. 5 червня 2015 року Грайнер подала на анулювання шлюбу, вказавши причиною «шахрайство та примус». 29 червня після УЗД стало відомо, що Джонсон матиме двійню. 12 жовтня 2015 року Глорі Джонсон народила дівчаток-двійнят, Ейву Саймон і Солей Дієм.